# Pound Ridge
Pound Ridge är en kommun (town) i Westchester County i delstaten New York. Vid 2020 års folkräkning hade Pound Ridge 5 058 invånare.

## Kända personer från Pound Ridge
- Ali MacGraw, skådespelare
- George E. Lounsbury, politiker